# Brazalete POW

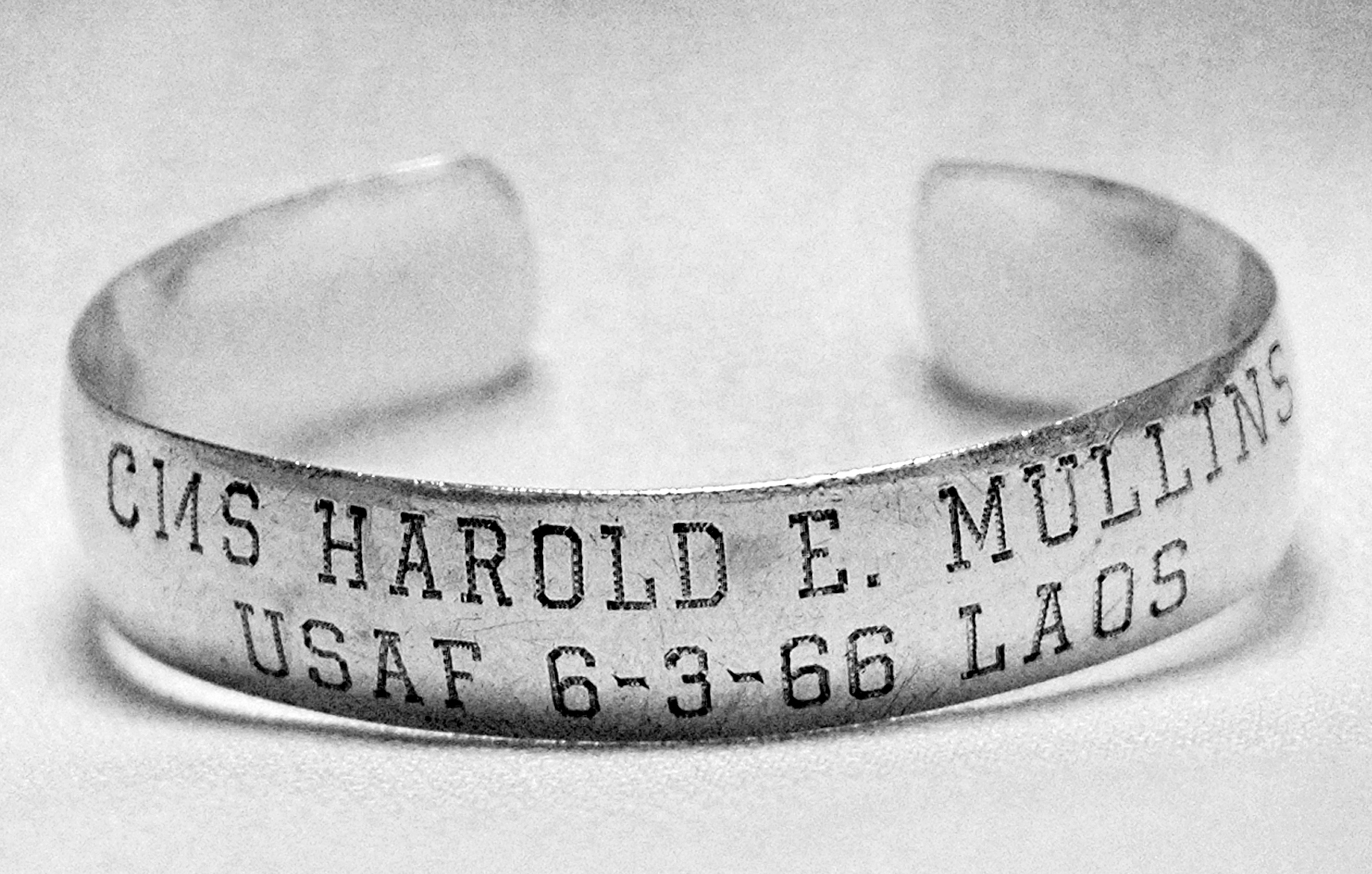
Brazalete POW de un militar desaparecido desde 1966.

Un brazalete POW o brazalete POW/MIA es un brazalete conmemorativo niquelado o de cobre grabado con el rango, el nombre y la fecha de la pérdida de un militar estadounidense capturado o desaparecido durante la Guerra de Vietnam. Su nombre hace referencia a las siglas en inglés de «prisionero de guerra» (POW) o «desaparecido en combate» (MIA). 
Los brazaletes fueron creados por primera vez en mayo de 1970 por un grupo de estudiantes de California llamado Voices in Vital America (VIVA) (en español: Voces de la América Vital), con la intención de que los prisioneros de guerra estadounidenses en Vietnam no fuesen olvidados.
Los brazaletes se vendían por 2.50 o 3.00 dólares. Aquellos que usaban los brazaletes prometían llevarlos puestos hasta que el soldado nombrado en el brazalete, o sus restos, fueran devueltos a los Estados Unidos. Entre 1970 y 1976 se distribuyeron aproximadamente 5 millones de brazaletes.